# Gelasio de Cízico
Gelasio de Cízico fue un escritor eclesiástico del siglo V. El nombre "Gelasio" le fue erróneamente atribuido por Focio y por el editor de la editio princeps; el autor anónimo jamás mencionó su nombre.

## Vida y obras
El autor anónimo era hijo de un sacerdote de Cízico y escribió en la provincia romana de Bitinia, en Asia Menor, alrededor de 475, para probar a los eutiquianos que el Primer Concilio de Nicea no enseñaba el monofisismo. Además de esto, nada más se sabe sobre él.
Su Syntagma de actas del concilio de Nicea era, hasta un tiempo atrás, vista como la obra de un compilador. Investigaciones recientes, sin embargo, indican que tiene alguna importancia. Las actas están divididas en tres libros: el libro I trata de la vida de Constantino hasta 323 d. C.; el libro II, de la historia del concilio en treinta y seis capítulos; sobre el libro III, apenas fueron publicados algunos fragmentos.
El libro III completo fue descubierto por el cardenal Mai en la Biblioteca Ambrosiana, y su contenido fue descrito por Oehler. Se puede decir que los estudios serios de las fuentes de Gelasio comenzaron con la identificación por Turner de largos pasajes citados de Rufino (X, 1-5) en el libro II. Un análisis completo de las fuentes (entre otras, la Historia eclesiástica, de Eusebio de Cesarea; Rufino - en la traducción griega de Gelasio de Cesarea; Sócrates Escolástico, un tal "Juan", Dalmacio y Teodoreto) está en Löschcke, cuyos esfuerzos recolocaron a Gelasio entre los historiadores serios de la Iglesia, algo que había sido injustamente negado a Gelasio. Además de esto, el trabajo dio paso a la idea, hasta entonces en general rechazada, de que el concilio de Nicea habría llevado un registro oficial de las actas, de donde Dalmacio puede haber derivado el discurso de apertura de Constantino, la confesión de Osio, el diálogo con Fedon y las nueve constituciones dogmáticas, que Hefele afirmó ser "casi ciertamente espurias".
El "Juan", que Gelasio cita como un precursor de Teodoreto, tampoco fue identificado. De él derivan las porciones ya publicadas del libro III, las cartas de Constantino a Arrio, para la Iglesia de Nicomedia y para Teódoto de Ancira, que Löschcke defiende ser auténticas. Este autor también prueba que una comparación de la carta de Constantino para el Concilio de Tiro (335), tal y como fue transmitida por Gelasio y por Atanasio de Alejandría (Apologia ad Constantium 86), muestra que Gelasio nos da la versión original y completa, mientras que la de Atanasio es una versión abreviada.